# Luca Martin (cyclisme)
Pour les articles homonymes, voir Luca Martin et Martin.
Luca Martin, né le 22 février 2002 à Tourrette-Levens, est un coureur cycliste français, spécialiste du VTT cross-country.

## Palmarès en VTT

### Championnats du monde
- Mont Sainte-Anne 2019
  -  Médaillé d'argent du cross-country juniors
  -  Médaillé de bronze du relais mixte (avec Thibault Daniel, Pauline Ferrand-Prévot, Jordan Sarrou et Loana Lecomte)
- Leogang 2020
  -  Champion du monde du relais mixte (avec Mathis Azzaro, Olivia Onesti, Jordan Sarrou, Léna Gérault, Loana Lecomte)[1]
  -  Médaillé d'argent de cross-country juniors
- Pal Arinsal 2024
  -  Champion du monde de cross-country espoirs
  -  Médaillé d'argent du relais mixte

### Coupe du monde
- Coupe du monde de cross-country espoirs
  - 2021 : 23e du classement général
  - 2022 : 9e du classement général
  - 2023 : 7e du classement général
  - 2024 : 3e du classement général

- Coupe du monde de cross-country short-track espoirs
  - 2023 : 6e du classement général
  - 2024 : 4e du classement général

### Championnats d'Europe
- Monte Tamaro 2020
  -  Médaillé d'argent du relais mixte

### Championnats de France
- 2019
  -  Champion de France de cross-country juniors
- 2021
  -  Champion de France de cross-country espoirs
- 2022
  -  Champion de France de cross-country espoirs
- 2024
  - 2e du cross-country espoirs
- 2025
  -  Champion de France de cross-country
  -  Champion de France de cross-country short track